# Stephen Rosenbaum
Stephen Rosenbaum é um especialista em efeitos visuais estadunidense. Venceu o Oscar de melhores efeitos visuais na edição de 1996 por Forrest Gump, com Ken Ralston, George Murphy e Allen Rall na edição de 2010 por Avatar, ao lado de Joe Letteri, Richard Baneham e Andrew R. Jones.